# Ferrer Bassa
Ferrer Bassa, també documentat com Jaume Ferrer Bassa, (Les Gunyoles (?), 1285 – Barcelona, 1348) fou un pintor i miniaturista de la Corona d'Aragó, on va treballar de forma intensa per a la cort d'Alfons el Benigne i Pere el Cerimoniós.
Ferrer Bassa va abandonar la inicial influència francogòtica i, com altres pintors de la Corona d'Aragó, va rebre tant la influència de l'escola florentina com de l'escola senesa, després d'entrar en contacte amb aquests moviments durant una estada a Itàlia.
Se'l considera, junt amb el seu fill Arnau, el fundador del principal obrador d'italianisme pictòric a Barcelona i arreu de la Corona d'Aragó, sota l'impuls àulic de la cort del rei d'Aragó.
Els historiadors de començament del segle XX el van anomenar el «Giotto català».
Hi ha dades de la seva biografia a les ciutats de Saragossa i Barcelona entre els anys 1324 i 1348, quan es creu que va morir de pesta junt amb el seu fill i deixeble Arnau Bassa.

## Vida

### Origen
La seva vida personal ha estat relacionada amb un estil llibertí i amant de la bona vida, considerat per alguns historiadors un «Filippo Lippi a la catalana». El rei Jaume II, el 1315 i a instàncies de la seva esposa, Maria de Xipre, el va perdonar per l'assalt a tres donzelles. També se l'associa amb un ciutadà amb el seu mateix nom de Les Gunyoles (Penedès), que apareix esmentat en un document de 1320 acusat d'ofenses, un delicte que va suposar que Bernat de Fonollar ordenés la confiscació dels seus béns i un exili temporal. En cas de tractar-se d'ell, la seva vinculació amb Les Gunyoles podria ser d'origen familiar, ja que consta que el 1160 els comanadors de la preceptoria del Temple de les Gunyoles van atorgar unes terres per artigar i construir unes cases al terme del castell del municipi d'Olèrdola; a començaments del segle xiii, un tal Pere de Bassa era el veguer de Vilafranca, i també es coneix un dret de propietat a favor d'un tal Ferrer Bassa el 1243, és a dir, s'identifiquen antecedents des de quasi dos segles abans.

### Viatge a Itàlia
Entre l'encàrrec per a decorar les capelles a Sitges de 1324, i l'encàrrec del rei Alfons el Benigne per pintar els Usatges de Barcelona i Costums de Catalunya el 1333, hi ha un espai sense referències documentals sobre la seva activitat, llevat d'una compareixença judicial el febrer de 1325. Aquesta etapa d'entre vuit o nou anys s'ha identificat amb el període en el qual va viatjar a Itàlia, és a dir entre el 1325 i el 1332, quan es pensa que va visitar la Toscana i els monestirs d'Assís. La seva obra indica que va conèixer a Giotto, encara que no s'ha pogut determinar la possible trobada, podent ser a Itàlia o bé esdevenint aquesta influència de manera indirecta, a través d'Avinyó.

### Treball per al rei d'Aragó
Dos documents reials de 1333 i 1335 sobre pagaments, un d'ells amb la descripció pro suo salario seu labore venen a demostrar que estava al servei regular del rei Alfons. Alguns historiadors han atribuït a Bassa el títol de «pintor del rei», un càrrec que Sanpere i Miquel rebutja, ja que el primer que consta amb aquest càrrec oficialment va ser Lluís Dalmau.

### Família
Amb la seva esposa Blanca eren pares d'Arnau Bassa, el qual va formar part del seu taller, i de Blanca Bassa, que es va casar el març de 1347 amb l'escultor Jaume Cascalls. Aquest darrer va col·laborar també com a pintor al taller dels Bassa, si més no en uns treballs a Saragossa encarregats a Bassa. Probablement també eren fills seus Bartomeu, pintor que s'ha relacionat amb Jaume Serra, i Berenguer, mort el 1363 a mans d'un frener anomenat Simó Torres. La historiadora Rosa Alcoy considera que la falta de cap altra referència sobre Berenguer podria ser deguda a un lapsus calami a la nota de la seva mort i que en realitat es tracti de Bartomeu.
Tot i la fama i la gran activitat que tenia Ferrer Bassa, la seva situació econòmica no era gaire bona i quan la seva filla es va casar amb Cascalls, va haver de liquidar el dot en diversos pagaments a mesura que cobrava feines.
Ferrer Bassa va morir a causa de la pesta el 1348, en una data pròxima al 14 d'abril. El seu fill Arnau Bassa també va morir víctima de l'epidèmia aquell mateix any.

## Taller
Existeixen alguns documents dels anys 1340 que identifiquen i relacionen diversos pintors de Barcelona vinculats amb Ferrer Bassa. Un d'aquests documents de 1341 situa Bernat Vital i Bernat de Valls actuant conjuntament com a testimonis. També en qualitat de testimoni hi figura Joan Roger en altres documents, de 1341, de 1345 i de 1346, en aquest cas juntament amb Vicentius de Podio (o Vicenç Puig) i un tal Barata. Amb aquest cognom hi ha documentats a Catalunya dos pintors en la primera meitat del segle xiv, fills de Ramon Barata, del que es desconeix la professió: Bernat Barata (fl 1314-1346) i el seu germà Francesc Barata, el qual va ser aprenent d'Aloi de Montbrai el 1341.
De qui hi ha constància específicament com a membres del seu taller és de Berenguer de Montserent, al qual Ferrer Bassa va pagar el sou durant 1346, i Galcerà Provençal, qui va entrar com aprenent el 30 de gener de 1348.
Al taller dels Bassa també van treballar-hi figures destacades com el seu fill Arnau Bassa o el seu continuador Ramon Destorrents, així com els encara no identificats Mestre de l'Escrivà i Mestre de Baltimore. Sovint es fa difícil discernir les diferents mans que van intervenir en una obra. En altres casos, s'acaba trobant l'autoria d'alguns treballs atribuïts inicialment al seu taller, com el cas del Retaule de Sant Marc de la Seu de Manresa atribuït a Arnau Bassa. Així mateix es creu que la traça del Mestre de l'Escrivà i la del Mestre de Baltimore es manifesta en bona part de les miniatures dels dos volums del Decretum Gratiani de la biblioteca Britànica i també en alguns motius decoratius del Llibre Verd, dues obres que no consten documentalment encarregades al seu taller.
El seu va ser el principal obrador del primer italianisme pictòric a Barcelona i a tota la Corona d'Aragó, moviment que tindria una segona onada a la segona meitat del segle xiv, ja després de la seva mort, amb Ramon i Rafael Destorrents i el Grup d'Iravals, sense oblidar la línia italianitzant tarragonina del mestre de Santa Coloma de Queralt, que podria tenir una relació amb els treballs fets per Ferrer Bassa en aquelles terres, alguns recentment documentats.
Aquesta importància i reconeixement del taller dels Bassa a l'època va permetre, per exemple, que el rei Pere el Cerimoniós no fos qüestionat a Saragossa quan li va encarregar els retaules per al Palau de l'Aljaferia de la capital del reialme d'Aragó, tot i tractar-se d'un pintor català. A més, amb aquesta decisió, es pot afirmar que va ser Ferrer Bassa qui va portar als pintors aragonesos els coneixements de la pintura senesa i florentina.

### El seu fill Arnau
A partir de 1345 el seu nom comença a aparèixer relacionat amb el del seu fill Arnau Bassa. El 23 de febrer de 1345 tots dos signen un conveni i una escriptura de reconeixement i el 10 de novembre de 1346 Ferrer Bassa va atorgar poders al seu fill Arnau, uns documents que permeten conèixer la seva majoria d'edat.
La presència del seu fill Arnau al taller no va impedir que aquest fes treballs pel seu compte com, per exemple, el Retaule de Sant Marc encarregat per a la capella que el gremi de sabaters de Barcelona, tenia a la catedral de la ciutat, tal com es recull a un document datat l'11 de desembre de 1346. Considerat el relleu natural, apareix explícitament esmentat al contracte de 1348 del monestir de Pedralbes per pintar una taula de Sant Antoní de Pàmies, on s'especifica la fórmula in defectu alterius, per tal d'assegurar que hi hagués continuïtat en cas de morir el pare.
Finalment van morir pare i fill el mateix any 1348. Una notícia del 26 de gener de 1350 ho confirma, ja que Pere el Cerimoniós va ordenar la liquidació econòmica d'un retaule iniciat pel seu taller per al convent de Sant Francesc de València, que no havia estat finalitzat.
El membre del seu taller Ramon Destorrents va acabar alguns dels treballs ja aparaluats i va continuar al servei del rei.

## Estil
Ferrer Bassa va abandonar la inicial influència francogòtica. Com d'altres pintors de la Corona d'Aragó, va rebre tant la influència de l'escola florentina com de l'escola senesa i se l'ha anomenat el «Giotto català».
Amb tot, no es creu que el seu giottisme sigui una influència directa de l'escola florentina, sinó dels germans Pietro i Ambrogio Lorenzetti, els quals van importar l'estil de Giotto des d'Assís cap a Siena.
Fa un tractament de la figura humana amb vigor, però sense duresa; una observació directa permet admirar com aconseguia grans efectes amb procediments senzills. S'afanya a volumetritzar els cossos des d'una perspectiva òptica més que anatòmica, amb la consegüent creació d'un tipus humà no gens esvelt amb unes proporcions reals dels cossos que oscil·len entre els sis i els set caps. Bona part de la sensació de realitat dels seus personatges es deu al dibuix, una mica convencional, de rostres ovalats amb llargs nassos, d'un vigor als traços de la cara, ben ajustats, que semblen donar-los tot el valor d'un realisme pur. El caràcter que atorga als rostres s'acosta molt als models senesos no exents, d'altra banda, d'algunes formulacions menys animístes de l'art florentí. Esment especial mereix el tractament que fa de les mans, amb uns dits llargs que, formant una mena de feix convergent, es doten de moviment, una característica que dona vida a la mà. Aplica als personatges una gestualitat que reforça l'expressivitat de cada figura, i explota la riquesa de colors i de recursos plàstics com els subtils jocs de llum i ombra.
Com la resta de trescentistes, inclosos els italians, presta més atenció a les figures que no pas a la natura i així les seves muntanyes estan poc treballades. A l'obra de Bassa el tractament de l'entorn natural adquireix una importància relativa i no conforma un paisatge determinat, sinó que l'artista escull elements inconnexos, com àrides construccions rocalloses què situa per acompanyar el relat. Tracta, doncs, els elements de forma individual sense configurar un concepte de totalitat com, per exemple, feia Giotto en establir una certa gradació de formes què generaven una relativa continuïtat.
Tampoc domina encara la perspectiva, si bé desenvolupa les narratives visuals i utilitza la geometria per insinuar un cert efecte de profunditat.
S'ha atribuït aquesta influència de l'escola senesa sobre Ferrer Bassa a un viatge per entrar en contacte amb la pintura del Trecento italiana; un viatge que s'hauria produït entre 1333 i 1339, unes dates en les quals no es tenen altres notícies seves ni cap encàrrec conegut. Podria haver estat a Siena on hauria contactat amb l'obra dels germans Lorenzetti, a Avinyó on va residir Simone Martini mentre pintava el Retaule Orsini, del qual va emular l'escena del davallament de la cel·la de Sant Miquel, i probablement també a Orvieto, prop de Siena, Assís i Arezzo.
El seu primer biògraf, en Sanpere i Miquel afirmava que «l'observació de les pintures de Pedralbes feia encara més deplorable la pèrdua de la seva obra, perquè no podem ni volem creure que no en fes d'altres pintures tan expressives per l'enèrgica factura com per la profunditat de llur sentiment religiós.»

## Obra
Durant molts anys s'ha considerat que la documentació més antiga corresponia al pagament de les pintures de Sitges de 1324. Una documentació descoberta el 1995 al llibre de visites pastorals de Santa Maria d'Alcover, però, recull que el 29 de gener de 1315, en qualitat de pintor de Vilafranca, acordà amb Guerau d'Artià, Pere de Muntsó, Guillem Guerau i el prevere Bernat Spana (o Spaera), que retornaria a Alcover vuit dies després de la Candelera amb un ajudant per tal de pintar una imatge de Santa Maria a un parament de l'església. Per la feina rebrien diàriament 21 diners ell i 12 el seu ajudant, a més de la manutenció, una quantitat modesta que denota que podria ser un dels seus primers treballs. El fet de treballar "in situ" fa pensar que es tractaria d'un fresc o una tècnica mixta com la que va fer servir el 1346 a les pintures de Pedralbes. L'estat actual de l'església després de ser cremada el 1936 no permet identificar-ne cap rastre, si bé existeix una foto anterior, obra de Pere Català i Pic, on s'aprecien restes de pintura a la paret dels peus e l'església, sota el cor.
Existeix una àpoca de 300 sous barcelonins datada el 28 de juny de 1324 en la qual Bernat de Fonollar li pagava la decoració de les capelles de Sant Miquel i de Sant Pere Màrtir de l'antiga església parroquial de Sitges; una altra per import de 30 sous entre els mateixos intervinents liquidava la pintura de dues creus per les esmentades capelles.
El segon encàrrec documentat correspon al que li va fer el rei Alfons el Benigne des de Montblanc, el 9 d'agost de 1333, per pintar els Usatges de Barcelona i Costums de Catalunya. El rei escriu al seu tresorer perquè apressi Bassa a pintar com més aviat millor, «costi el que costi», el llibre del doctor en lleis Raimond Vinader on es recollien el Usatici Barchinone et Consuetidines Cathaloniae. Havia de pintar estorialiter, és a dir, amb històries i representacions que il·lustrin el llibre. Per aquest treball va cobrar 200 sous barcelonins el 1333, 50 sous el 1334 i 200 més pagats com a liquidació en finalitzar-lo el 15 de febrer de 1335. El llibre no s'ha conservat.
La il·luminació dels Usatges devia resultar força satisfactòria a jutjar pel nou encàrrec que li va fer el rei el 29 d'agost de 1335, on li pagava part d'un retaule sobre la vida de sant Lluís per al convent dels framenors de Terol. D'aquest retaule no es té cap notícia més, si bé cal considerar que l'església va ser construïda de nou a la segona meitat del segle xiv i, potser l'obra de Bassa va desaparèixer amb l'edifici antic. La hipòtesi que no s'hagués arribat a fer mai sembla descartable per un document de 29 de setembre de 1335 on s'indica un pagament parcial dels 2.000 sous del total que costava l'obra.
El 1336 va morir el rei i fou rellevat per Pere el Cerimoniós, qui li manté la confiança i li encarrega dos retaules per als altars de la Mare de Déu i sant Martí de la nova capella del Palau de l'Aljaferia a Saragossa, els quals va realitzar, el 24 de maig de 1339 i el desembre de 1340. Els retaules es van fer a Barcelona i traslladats a Saragossa per un cost de 268 sous pagats a Garcia Pereç Pepin pel transport. Es devia tractar d'unes peces considerables a jutjar pel cost de 3.000 sous i pels elogis recollits als documents de l'oficina del rei on es qualifiquen de pulcherrima retabularia. El 1343, hi ha un document de pagament de 300 sous per un retaule per l'Aljaferia: ... li mana donar an Fferrer Bassa pntor de Barcha. per raho de i.retaule e daltres obres que deu fer per a obs de la Capella de la Aliafaria de Saragoça. Tot i no constar cap documentació contractual, bé podria tractar-se d'un tercer retaule per a la mateixa destinació.
L'abril de 1340 fa contracte amb Sibil·la de Peralta, l'abadessa del monestir de Sant Hilari de Lleida. El monestir estava situat al camí de Montsó, prop d'on avui en dia hi ha l'Hospital de Santa Maria, i va ser abandonat definitivament després de la guerra dels Segadors. El contracte estipulava que s'havia de fer un retaule dedicat a Sant Miquel i decorar una brandonera, que el retaule havia de tenir vint quadres entre escenes i sant, que havia d'estar fet amb «bon atzur d'acre i bon or pur» (bono esur de Acre, et cum bono et puro auro) i havia d'estar acabat pel mes de setembre per la festa del sant.
En aquell mateix mes, signa una àpoca en reconeixement de pagament a Ot de Montcada per una pintura no especificada.
Encara no havia acabat a Saragossa quan va rebre un important encàrrec d'Ot de Montcada, germà de la reina Elisenda. Se li encarregaven tres retaules per la seu de Lleida per a les capelles de sant Pere, sant Pau i sant Joan que s'acabaven de construir. El retard en lliurar el treball va comportar que se'l comminés a donar explicacions, mitjançant un document del notari Guillem Turell de 20 de juliol de 1341, on surt esmentat com «Ferrer Bassa, pintor d'imatges, resident als afores de Barcelona, al carrer de Cucurulla». Bassa va presentar deu peces dibuixades i daurades i amb els escuts dels Montcada marcats i platejats sobre els que hauria de pintar l'heràldica del baró amb campers verds. Eren peces per al retaule de sant Pere; els altres dos anaven més endarrerits i només n'havia fet quatre peces. D'aquestes obres, si finalment es varen acabar, no se'n conserva cap més descripció.
El 26 d'abril de 1342 el rei Pere va enviar una carta a la seva esposa, Maria de Navarra, demanant-li que li fes arribar des de València un llibre d'hores que tenia guardat en un estoig i que estava pintat per Ferrer Bassa. Aquesta obra desconeguda i un encàrrec el desembre del mateix any per decorar unes andes per a la reina de Mallorca, demostren la proximitat al rei com a pintor habitual.
Hi consta registrat el 28 de desembre de 1343 un contracte per a pintar un quadre per a un veí de Montblanc anomenat Berenguer Marsal, així com el corresponent rebut, però amb data 21 de febrer de 1347.
El 1343 és un any amb molts encàrrecs que li ocuparan els anys vinents. D'una banda, signa el 18 d'agost de 1343 el primer contracte amb l'abadessa del monestir de Pedralbes, Francesca Saportella, neboda de la reina Elisenda de Montcada fundadora del monestir, per a pintar la cel·la de Sant Miquel; de l'altra banda, el rei Pere li encarrega sengles retaules per a les capelles dels seus palaus: el castell de Lleida, la Capella de Santa Àgata a Barcelona, el castell de Perpinyà i pel de Mallorca, regne que acabava de conquerir aquell any. L'encàrrec del monestir va quedar ajornat per les pressions reials.
Va començar la nova petició reial per realitzar el 1344 un retaule per l'altar major de la capella de Santa Àgata dedicat a la Mare de Déu i Jesús, una obra avui desapareguda. La nota està signada a les calendes d'octubre de 1344 per Ferrer Bassa, pietor civis Barchinone, en Bernardo de Olzinellas. És una carta de pagament, pel preu del retaule encàrrec del rei Pere, i que va dirigida a Olzinellas, de la reial cúria, mana pagar «per l'encàrrec de la cort reial d'un retaule per a la capella del nostre palau amb subtils imatges de Jesucrist i la seva mare la Mare de Déu».
De l'execució del retaule per al castell de Perpinyà només es conserven dos documents, un de 4 de febrer de 1345 en què el rei apressa el pintor perquè ho acabi, E aço no mudets com a nos sia a cor ques faça aytan juaçosament com pusca, i un pagament de juliol de 1345 per 65 sous a un tal A. de Benavarre per dues atzembles per a transportar el retaule des de Barcelona. En aquest segon document s'indica que el retaule estava dedicat a la Santa Creu.

Pel que fa al retaule de Lleida, va ser reclamat el 17 de setembre de 1346 pel rei amb un missatger on li demanava que li lliurés les peces que tingués fetes i li pagaria.

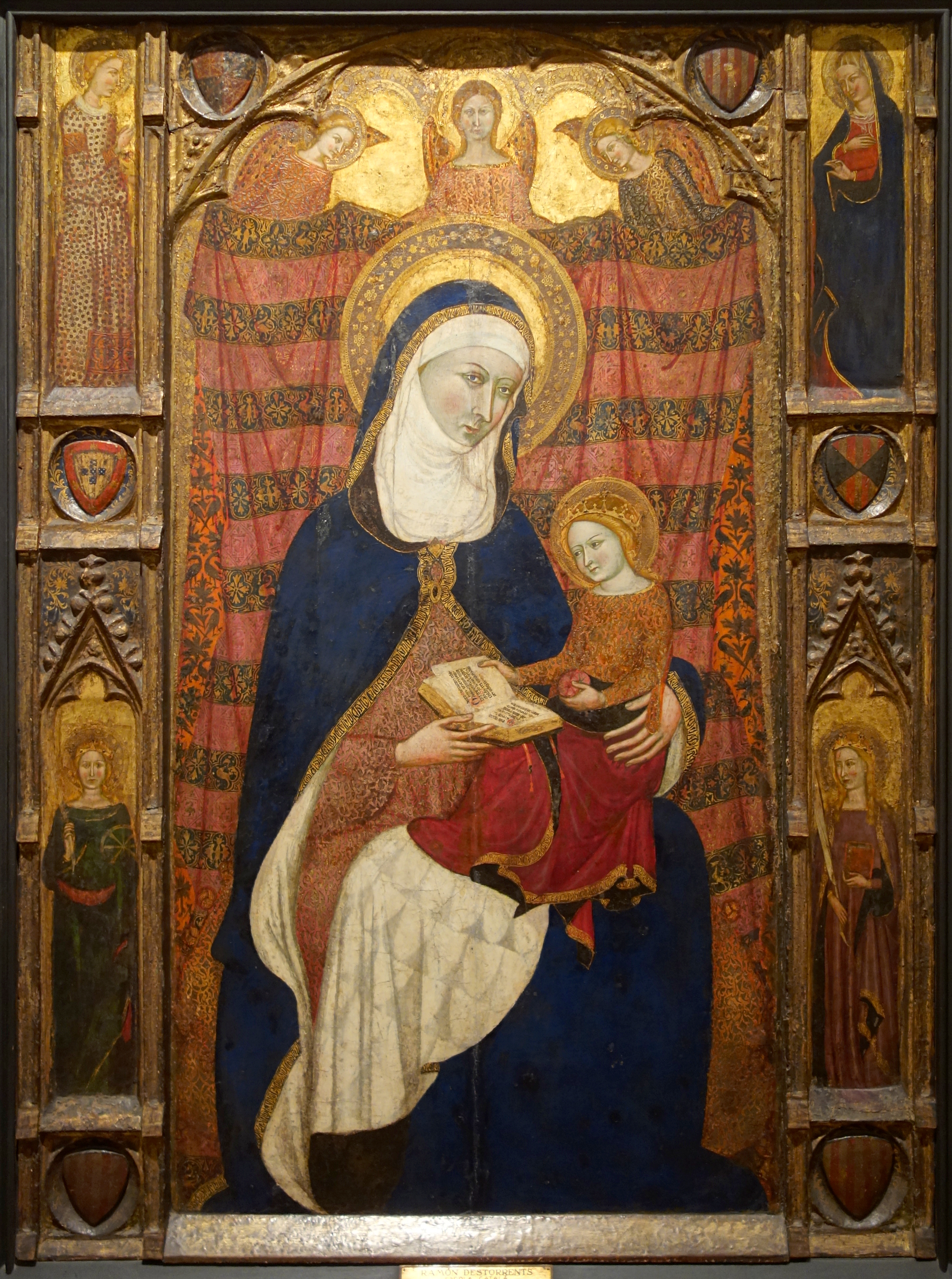
Retaule de Santa Anna i la Mare de Déu, acabat per Ramon Destorrents

El darrer retaule dels corresponents a les capelles reials de Pere III va ser el Retaule de Santa Anna i la Mare de Déu del palau reial de l'Almudaina, que va quedar inacabat i seria finalitzat pel seu deixeble Ramon Destorrents. La taula central es troba al Museu Nacional d'Art Antic de Lisboa, i sembla realitzada per Destorrents, mentre que el Calvari, conservat al museu de Mallorca, presenta un estil més proper a Ferrer Bassa.
El mes d'abril de 1346 va començar la seva obra més destacada, les pintures de la cel·la de Sant Miquel, al monestir de Pedralbes, de Barcelona, després de signar un segon contracte amb l'abadessa Saportella el 8 de març de 1346. Representen una vintena d'escenes, amb dos temes principals: La Passió de Crist (Flagel·lació, Crist duent la Creu, Crucifixió, Davallament de la Creu i Enterrament) i els Goigs de Maria (Anunciació, Nativitat, Glorificació i Coronació de la Verge). S'afegeixen al conjunt imatges de sants: Joan Baptista, Sant Jaume, Santa Eulàlia i Santa Caterina.
La relació del monestir amb Ferrer Bassa no es va limitar a aquest encàrrec, ja que el 1348, Francesca Saportella, la mateixa abadessa de l'encàrrec de la cel·la de Sant Miquel, va demanar a Ferrer i al seu fill Arnau Bassa la construcció de diversos retaules. Un d'ells dedicat a Sant Antoní de Pàmies per a ubicar a la cel·la de Santa Isabel i Sant Antoni. Probablement no era un retaule de grans dimensions, sinó més aviat una taula, tal com rectifica el contracte unes línies més avall quan esmenta una tabula. També els va encarregar pintar la paret dels peus de l'església amb l'arbre de la vida, els dotze apòstols i els goigs de Nostra Senyora. Aquesta obra, encarregada l'11 d'abril de 1348 i amb un cost de 1.000 sous, la va assumir Arnau Bassa, probablement perquè el seu pare havia mort. Aquestes obres o bé no es van arribar a fer per la prematura mort dels pintors el mateix 1348 o bé s'han perdut.
El 10 de febrer de 1347 va signar contracte amb Tiburgueta, vídua de Simó de Bell-lloch, per a la pintura d'un retaule de Sant Jaume per al monestir de Jonqueres, que en aquell moment es trobava al carrer Jonqueres. La taula central del retaule es conserva al museu Diocesà de Barcelona.
El 12 de juliol de 1347 es compromet a realitzar un retaule per a Guillem de Torrelles. Podria tractar-se del retaule dedicat a Sant Silvestre que hi havia a la catedral de Barcelona i que va desaparèixer a finals del segle xv.
El 20 de novembre de 1347 l'abat del monestir de Ripoll li encarregà la decoració d'una urna.

Hi ha un conjunt d'encàrrecs acceptats per pare i fill dels que no hi consta el seu acabament. En concret, el 8 de desembre de 1346 accepten una bestreta per la confecció d'un retaule. Accepten, també, una comanda amb rebut signat per Berenguer Vives, el 25 de setembre de 1347.

### Olis i frescos conservats
| Imatge | Dades                                                                | Dades |
| --- | -------------------------------------------------------------------- | ----- |
| | pintures de la cel·la de Sant Miquel escena de la Coronació de Maria |       |
| 1346 | Fresc i pintura a l'oli                                              |       |
| Monestir de Pedralbes, Barcelona |                                                                      |       |
| Es tracta d'un conjunt pictòric amb una tècnica mixta de pintura al fresc i pintura a l'oli. El relat iconogràfic s'estructura en tres parts: el cicle de la Passió de Crist, els Set Goigs de Maria i una col·lecció de retrats de sants. Les vint-i-cinc escenes, que cobreixen els setanta-cinc metres quadrats dels murs de la petita capella d'oració, estan realitzades seguint l'estil de l'escola senesa i presenten algunes innovacions com la combinació de tècniques pictòriques i la incorporació de detalls metàl·lics per ressaltar punts específics de les escenes. Les pintures són un conjunt extraordinari i un testimoni excepcional dins el panorama de la pintura gòtica catalana. |                                                                      |       |
| | Retaule de Sant Jaume per al monestir de Jonqueres taula central     |       |
| 1347 | pintura a l'oli                                                      |       |
| Museu Diocesà de Barcelona |                                                                      |       |
| Va ser encarregat per Tiburgueta, vídua de Simó de Bell-lloch, per al monestir de Jonqueres, que en aquell moment es trobava al carrer Jonqueres. La taula central es conserva al museu Diocesà de Barcelona. L'autoria s'atribueix a Ferrer i Arnau Bassa, signants del contracte, si bé hi ha alguna opinió discrepant que l'atribueix a Arnau de la Pena. |                                                                      |       |

### Obra miniaturista
L'activitat de Ferrer Bassa i el seu taller com a il·luminador de miniatures en manuscrits medievals és molt destacada per la seva qualitat. Amb tot hi ha molt poca documentació contractual i les atribucions a la seva autoria neixen perquè surt esmentat en algun altre document no directament relacionat, i pels treballs d'identificació estilística entre aquestes obres i la seva producció documentada en tremp sobre taula. Es creu que Arnau Bassa i el Mestre de Baltimore van participar en part de la producció d'aquestes obres.
La primera obra coneguda i, en aquest cas, ben documentada, és la il·luminació dels Usatges de Barcelona en la seva edició de 1333, una edició actualment desapareguda.
| Imatge | Dades                                                                      | Dades |
| --- | -------------------------------------------------------------------------- | ----- |
| | Llibre d'hores de la reina Maria de Navarra escena de la Fugida d'Egipte   |       |
| abans de 1338 | Manuscrit il·luminat                                                       |       |
| Biblioteca Marciana, Venècia |                                                                            |       |
| Mereixen un esment especial les miniatures del Llibre d'hores de la reina Maria de Navarra, un regal de noces per a Maria la primera esposa de Pere el Cerimoniós de part del seu marit el rei. Actualment es conserva a la Biblioteca Marciana de Venècia. Indirectament hi ha una referència documental en una carta de 26 d'abril de 1342 en què el rei l'esmenta a la reina. L'obra compta amb una il·lustració abundant que complementen la riquesa del contingut litúrgic, de característiques gairebé exclusives, com les hores en honor del seu ascendent directe, Sant Lluís. A l'obra s'emfatitza el tractament de l'espai i l'ús de colors vius i delicats. La característica que defineix l'estil de l'artista és la forma de retratar els rostres dels personatges, amb nassos punxeguts i mirada penetrant, una tipologia que durarà força temps a la pintura dels territoris de la Corona d'Aragó. Destaca la influència de Siena imposada per Giotto di Bondone que suavitza el llenguatge plàstic, introdueix musicalitat i la vitalitat del disseny gòtic: les formes més dolces, les composicions més harmòniques.                                         |                                                                            |       |
| | Saltiri anglocatalà Escena de Moisès, Bateig de Crist i Temptació de Crist |       |
| 1340 | Manuscrit il·luminat                                                       |       |
| Biblioteca Nacional de França, París |                                                                            |       |
| A Ferrer Bassa li ha estat atribuït l'acabament del Saltiri anglocatalà, conegut també com «Saltiri de Canterbury», un treball iniciat al voltant de l'any 1200 a Canterbury i que constava de 184 folis que va ser acabat a Barcelona cap a l'any 1340 per Ferrer Bassa, qui va afegir quaranta-sis noves miniatures. El còdex original es conserva a París, a la Biblioteca Nacional de França. |                                                                            |       |
| | Versió de 1348 de la "Guia de perplexos"                                   |       |
| 1348 | Manuscrit il·luminat                                                       |       |
| Biblioteca Reial Danesa, Copenhaguen |                                                                            |       |
| Ferrer Bassa o, en tot cas el seu taller, va ser l'autor de la il·luminació de diversos manuscrits hebreus medievals. Un d'aquests és la còpia de la Guia de perplexos de Maimònides traduïda de l'hebreu per Samuel ben Judà Ibn Tibbon (1150-1230) que es conserva a la Biblioteca Reial Danesa de Copenhaguen, conegut com el «Maimònides de Copenhaguen» amb diferents caplletres figuratives luxosament decorades. S'ha considerat la possibilitat de l'existència d'un col·laborador jueu al taller dels Bassa qui podria haver realitzat alguns dels motius marginals. L'encàrrec el va fer Menachem Betsalel, un jueu que era el metge de Pere el Cerimoniós a Barcelona i que també va morir víctima de la pesta; el rei va haver de donar suport econòmic a la seva vídua. L'any 2007, D.R. Halperin va analitzar l'anomenat Mahzor català, un llibre d'oracions decorat al segle xiv que es conserva a la Biblioteca Nacional d'Israel. Després de comparar similituds entre aquesta obra i el Llibre d'hores de la reina Maria de Navarra, conclou que existeix una clara relació entre l'autor d'aquesta il·luminació i l'hipotètic col·laborador jueu de Bassa. |                                                                            |       |

### Obra atribuïda
| Imatge | Dades                              | Dades |
| --- | ---------------------------------- | ----- |
| | Anunciació                         |       |
| abans de 1338 | Fresc                              |       |
| claustre del Monestir de Santes Creus |                                    |       |
| Arran de les descobertes documentals que situen els començaments de Ferrer Bassa a terres tarragonines, les mateixes investigadores li han atribuït dues pintures murals del claustre del Reial Monestir de Santa Maria de Santes Creus que estan en molt mal estat i de les que es desconeixia l'autoria i que Gudiol les havia relacionat amb un «pintor molt dotat de l'etapa final del cicle trescentista». La millor conservada és una Anunciació situada a l'angle sud-oriental. Segons Companys i Montardit, autores de la descoberta dels documents d'Alcover de 1315, alguns detalls pictòrics s'identifiquen amb l'estil de Bassa, com els les vores del vestit que ressegueix punys i escot de l'àngel; també l'enquadrament de l'escena dins una sanefa imitant una decoració en opus cosmatesc, un recurs utilitzat a les pintures de Pedralbes. Rosa Alcoy veu versemblant aquesta atribució, si bé prematura per les poques anàlisis realitzades, més tenint en compte la important nòmina del taller dels Bassa que hi podrien ser l'autor. |                                    |       |
| | Coronació de Bellpuig              |       |
| 1345 | Tremp sobre taula                  |       |
| destruïda el 1936, durant la Guerra Civil espanyola |                                    |       |
| Se li atribueix també el Retaule de la coronació de Bellpuig, una obra mestra de 1,5 x 2,3 m que va ser destruïda durant la Guerra Civil espanyola. Les seva estructura i composició recorda les Maestà de Simone Martini i d'Ambrogio Lorenzetti, del primer utilitza la ubicació dels personatges en línies convergents cap a la Mare de Déu, i del segon adapta l'alineament dels sants de la darrera fila tots amb el cap ben visible, sense solapar-se com els passa al personatges de Martini. Pel que fa a la figura central, si a les Maiestà, lògicament, només està Maria entronitzada, en aquesta obra s'hi podia observar la Mare de Déu coronada pel seu Fill Jesús amb una forta semblança amb la mateixa escena de la coronació que l'autor faria posteriorment a les pintures de Pedralbes. |                                    |       |
| | Políptic Morgan                    |       |
| 1345 | Tremp sobre taula                  |       |
| Pierpont Morgan Library |                                    |       |
| Datat cap al 1345, el políptic dedicat a la vida de Jesús i Maria conegut com a políptic Morgan, nom provinent de la Pierpont Morgan Library, museu on s'exposa, és una obra atribuïda al taller de Ferrer, de qui probablement és el disseny, si bé l'execució sembla obra directa d'Arnau. És una obra de reduïdes dimensions amb escenes de la vida de Crist i de Maria, i que destaca per la nuesa del Crist crucificat. Té una predel·la dedicada a retrats de sants. |                                    |       |
| | Taules de Sant Bernat de Claravall |       |
| 1345 | Tremp sobre taula                  |       |
| Museu Episcopal de Vic |                                    |       |
| Dos compartiments laterals d'un retaule dedicat a sant Bernat de Claravall de la segona meitat del segle xiv que es conserva al museu Episcopal de Vic. L'obra manté una forta influència de Pietro Lorenzetti en els caps estrets amb ulls preocupats i mirades profundes. El joc de la llum, el mètode de modelatge, i fins i tot el caràcter de la pinzellada, s'inspiren en la mateixa font, de la mateixa manera les construccions lineals de les figures, i el dibuix de les cortines. La perspectiva de l'interior mostra una convergència de les línies de fuga cap a una més àmplia zona, i en la representació del miracle d'un vaixell salvat d'una tempesta al mar -un tema especialment estimat pels clients comercials d'art del segle xiv-, el pintor ha aconseguit un marina amb una mena de reducció que ha d'haver estat après de Pietro, o directament de l'autor de la primera marina coneguda amb perspectiva, l'Ambrogio Lorenzetti de qui hi ha una pintura als Uffizi sobre un miracle similar però de Sant Nicolau. A la taula de Vic Bassa està, de fet, més a prop de Pietro Lorenzetti, del que ho eren alguns dels alumnes de Pietro a Siena. |                                    |       |

## Llegat artístic i influències
El taller de Ferrer Bassa va ser molt actiu i influient a la primera meitat del segle xiv. En part pel seu estil innovador amb la importació de l'italianisme i en part per comptar amb el rei d'Aragó com el seu client principal.
El seu fill Arnau havia de ser el continuador de la nissaga i liderar els importants artistes del taller com el mestre de l'Escrivà, el Mestre de Baltimore o Ramon Destorrents. Però la mort sobtada dels Bassa el 1348 a causa de la pesta va situar Ramon Destorrents al capdavant del taller, si més no per acabar alguns dels encàrrecs del taller.
Ramon Destorrents va passar en poc temps de ser un pintor sense identitat artística a autor d'un catàleg relativament extens, encara més si es té en compte que el període de la seva
activitat documentada es limita a una dotzena d'anys, de 1351 a 1362. Hauria estat el cap del Grup d'Iravals, del qual formaven part els germans Serra, els quals s'haurien format al seu taller, tal com consta en un contracte d'aprenentatge de Pere Serra de 1357.
D'aquesta forma, primer Destorrents i a continuació els germans Serra van ser els continuadors de l'estil italogòtic incorporat per Ferrer Bassa fins a l'arribada del gòtic Internacional a partir del 1400.